# تالينولول
تالينولول وهو أحد حاصرات المستقبل بيتا الودي.

## الكيمياء الفراغية
تالينولول يحتوي على مركز فراغي ويتكون من مصاوغين مرآتيين. هذا هو مزيج راسيمي، أي خليط 1: 1 من شكلي ( R ) و ( S ):
| إنانتيوميرس من تالينولول | إنانتيوميرس من تالينولول |
| ------------------------ | ------------------------ |
| CAS-Nummer: 71369-60-3   | CAS-Nummer: 71369-59-0   |